# Дегенхард фон Гунделфинген-Хеленщайн
Дегенхард фон Гунделфинген-Хеленщайн (на немски: Degenhard von Gundelfingen-Hellenstein; † сл. 1293) е благородник от фамилията Гунделфинген-Хеленщайн. Фамилният замък „Хеленщайн“ се намира над Хайденхайм ан дер Бренц в Баден-Вюртемберг.

## Произход
Той е син на Улрих II фон Гунделфинген-Хеленщайн, господар на Хеленщайн, фогт на Ешенбрун († 30 април 1280) и съпругата му Аделхайд фон Албек († пр. 1279), дъщеря на Зибото фон Албек († сл. 1220). Внук е на Улрих I фон Гунделфинген († сл. 1228) и Маргарета фон Хеленщайн († ок. 1233), дъщеря на Дегенхард фон Хеленщайн († сл. 1182). Брат е на Андреас фон Гунделфинген († 1313), епископ на Вюрцбург (1303 – 1313). Роднина е на Готфрид II фон Гунделфинген, 1197 г. епископ на Вюрцбург.
Синът му Еберхард фон Гунделфинген-Хеленщайн († сл. 1343) става граф на Хеленщайн.

## Фамилия
Първи брак: пр. 13 януари 1258 г. с графиня Агнес фон Дилинген († сл. 1258), сестра на Хартман фон Дилинген, епископ на Аугсбург (1248 – 1286), дъщеря на граф Хартман IV фон Дилинген († 1258) и съпругата му графиня Вилибирг фон Труендинген († 1246). Те имат четири деца:
- Дегенхард фон Гунделфинген-Хеленщайн († 26 ноември 1307), епископ на Аугсбург (1303 – 1307)
- Хартман фон Гунделфинген-Хеленщайн († сл. 1305)
- Агнес фон Гунделфинген-Хеленщайн († сл. 1293), омъжена за Конрад фон Хюрнхайм-Хоенхауз († 1285/1293), син на Рудолф I фон Хоххауз († сл. 1275)
- дъщеря, омъжена за Конрад фон Гунделфинген „Млади“ († 1285/1293), син на Свигер фон Гунделфинген „Дългия“ († сл. 1307) и Мехтилд фон Лупфен († 5 януари)

Втори брак: сл. 1340 г. с графиня Гизела фон Кирхберг, дъщеря на граф Еберхард III фон Кирхберг († 1282/1283) и графиня Ута фон Нойфен, сестрата на Бертолд фон Нойфен, епископ на Бриксен (1216 – 1224), дъщеря на граф Бертхолд I фон Вайсенхорн-Нойфен († 1221). Те имат три деца:
- Еберхард фон Гунделфинген-Хеленщайн († сл. 1343), граф на Хеленщайн, има два сина граф Еберхард († сл. 1356) и Дегенхард († сл. 1358)
- Конрад фон Гунделфинген-Хеленщайн († март 1329)
- Дегенхард? фон Гунделфинген-Хеленщайн († сл. 1311)